# Tavaeruaiti
Tavaeruaiti är en ö i Cooköarna (Nya Zeeland). Den ligger i den norra delen av landet och den ingår i atollen Aitutaki.